# Frank Forberger
Frank Forberger (n. 5 martie 1943, Meißen, Saxonia, Germania Nazistă – d. 30 septembrie 1998, Meißen, Saxonia, Germania) a fost un canotor ce a reprezentat Republica Democrată Germană, medaliat olimpic. A participat la 2 ediții ale Jocurilor Olimpice (1968, 1972) în care a câștigat două medalii de aur.